# Ana Barič Moder
Ana Barič Moder, slovenska prevajalka, * 1979.
Deluje kot samostojna prevajalka otroške literature, proze za odrasle in strokovne literature iz francoščine in angleščine. Je diplomirana komparativistka, profesorica francoščine in absolventka iz španščine. Na Slovenskem je znana predvsem po svojih prevodih del Roalda Dahla, Modrih cvetk Raymonda Queneauja in afriške književnosti.

## Zgodnja leta in izobrazba
Ana Barič Moder je bila rojena leta 1979. Njeno prvo daljše prevedeno delo je bil roman Življenje in pol. Diplomirala je na Filozofski Fakulteti Univerze v Ljubljani, najprej na Oddelku za romanske jezike in književnost na temo Les Médée" de Pierre Corneille et de Jean Anouilh : deux transformations d'un mythe antique (2005), naslednje leto pa še na Oddelku za primerjalno književnost in literarno teorijo na temo Subverzivne strategije v romanu Življenje in pol Sonyja Labouja Tansija.

## Kasnejša življenje in delo
Njena pomembnejša dela so prevodi afriške književnosti Trebuh Atlantika senegalske pisateljice Fatou Diome in Življenje in pol avtorja Sonyja Labouja Tansija, ki prihaja iz DR Kongo. Njen je tudi prevod strokovnega dela Zgodovina Afrike Johna Fagea in Williama Tordoffa. Po pridobljeni diplomi se je posvetila delom Roalda Dahla, najprej otroške (Gravža, Gromozanski Krokodil (oba 2007) in VDV (2008)), v naslednjih dveh letih pa še njegove zbirke kratkih zgodb za odrasle Poljubček (2008), Zbrana kratka dela (2009) in Takšen kot ti (2010). Leta 2011 je izšel njen do zdaj najbolj odmeven prevod, Modre cvetke Raymonda Queneauja, za katerega je v okviru 28. slovenskega knjižnega sejma prejela tudi nagrado za najboljšo mlado prevajalko.

## Priznanja in nagrade
- Mlada prevajalka leta po izboru društva prevajalcev (2012)
- Nagrada Radojke Vrančič (2012)
- Sovretova nagada (2024)

## Vsa prevedena dela
- Biro, Yvette, 1999. Zadnja postaja: kino : izbrana predavanja in pogovori na ljubljanski scenaristični šoli Pokaži jezik 98 Ljubljana : Zavod za odprto družbo Slovenija, 1999
- Humar, Tomaž, 2001. Ni nemogočih poti (predgovor) Ljubljana : Mobitel, 2001
- Labou Tansi, Sony, 2004. Življenje in pol Ljubljana : Sanje 2004/2005
- Diome, Fatou, 2007. Trebuh Atlantika Ljubljana : Sanje, 2007
- Shan, Sa, 2007. Cesarica : [zgodovinski roman o kontroverzni cesarici Vu iz dinastije Tang iz 7. stoletja] Tržič : Učila International, 2007 (ljubljana : Formatisk)
- Dahl, Roald, 2007. Gravža Ljubljana : Sanje, 2007 (natisnjeno v Sloveniji)
- Dahl, Roald, 2007. Gromozanski krokodil Ljubljana: Sanje, 2007
- Dahl, Roald, 2008. VDVLjubljana : Sanje, 2008
- Dahl, Roald, 2008. Poljubček Ljubljana : Sanje, 2008 (natisnjeno v EU)
- Dahl, Roald, 2009. Zbrane kratke zgodbe Ljubljana : Sanje, 2009 ([Ljubljana] : Formatisk)
- Dahl, Roald, 2010. Takšen kot ti Ljubljana : Sanje, 2010 ([Ljubljana] : Hren)
- Quiriny, Bernard, 2010. Mesojede zgodbe Ljubljana : Sanje, 2010
- Fage, J.D in Tordoff, William, 2011. Zgodovina Afrike. Ljubljana : Modrijan.
- Queneau, Raymond, 2011. Modre cvetke. Ljubljana : Sanje, 2011 (tiskano v Sloveniji)
- Vincent, Gabrielle, 2013. Ernest in Tinka sta izgubila Simona. Ljubljana : Sanje, 2013 (tiskano v Sloveniji)
- Vonnegut, Kurt, 2014. Klavirski avtomat. Ljubljana : Sanje, 2014 (tiskano v Sloveniji)
- Green, John, 2014. Kje si, Aljaska?. Ljubljana : Mladinska knjiga, 2014 ([Nova Gorica] : Grafika Soča)